# Pyskowice
Pyskowice is een stad in het Poolse woiwodschap Gliwicki en ligt in de provincie Silezië. De oppervlakte bedraagt 31,14 km², het inwonertal in 2005 19.267 inwoners.

## Verkeer en vervoer
- Station Pyskowice Miasto